# Selma Bacha
Selma Bacha (Lyon, 2000. november 9. –) francia női válogatott labdarúgó. Az Olympique Lyon játékosa.

## Pályafutása

### Klubcsapatban
Bacha szülővárosa csapatának akadémiáján, az Olympique Lyonnál kezdett el futballozni. 2017 óta tagja a felnőtt keretnek; azóta ötször nyert francia bajnokságot, háromszor francia kupát, és négyszer UEFA Női Bajnokok Ligáját a francia csapattal.

### A válogatottban
Többszörös francia utánpótlás-válogatott; tagja volt a 2019-es U19-es női labdarúgó-Európa-bajnokságon aranyérmes francia csapatnak. A felnőtt válogatottnak 2021 óta tagja, szerepelt a 2022-es női labdarúgó-Európa-bajnokságon.

## Sikerei, díjai

### Klubcsapatokban
Francia bajnok (5):
- Olympique Lyon (5): 2017–2018, 2018–2019, 2019–2020, 2021–2022, 2022–2023

 Francia kupagyőztes (3):
- Olympique Lyon (3): 2019, 2020, 2022–2023

Bajnokok Ligája győztes (4):
- Olympique Lyon (4): 2017–18, 2018–19, 2019-20, 2021-22

### A válogatottban
Franciaország
- U19-es női labdarúgó-Európa-bajnokság győztes (1): 2019